# Rio Rico, Tamaulipas
Rio Rico là một thành phố nằm gần sông Rio Grande trong bang Tamaulipas của México; nơi đây và vùng đất xung quanh từng là một phần của tiểu bang Texas (nằm trong quận Hidalgo) được Hoa Kỳ nhượng lại cho México năm 1970. Đây là một trong hai lần duy nhất Hoa Kỳ nhượng đất cho một quốc gia ngoại quốc sau năm 1959.

## Lịch sử
Ban đầu cộng đồng này nằm ở phía bắc sông Rio Grande trên một dãy đất hẹp, bị vây quanh bởi một đoạn sông uốn khúc hình chữ S. Tuy nhiên, tháng 7 năm 1906, Công ty Thủy lợi và Đất đai Rio Grande Mỹ đào một con kênh cắt ngang dãy đất này khiến cho con sông đổi dòng chảy theo hướng đường thẳng mà không uốn cong như trước. Kết quả là 413 mẫu Anh đất của Río Rico bị dời sang phía nam của con sông. Công ty này sau đó bị phạt tiền nhưng việc thay đổi dòng chảy của sông vẫn không thay đổi biên giới nếu như công ty đặt các cột móc biên giới vào vị trí. Tuy nhiên công ty này đã không làm vậy.
Về mặt địa lý thì khu vực thành phố đã bị dời về phía nam sông Rio Grande. Con sông này là đường biên giới giữa México và Hoa Kỳ kể từ năm 1845. Lúc đó nhà cầm quyền phía Mexico vô tình tiếp quản khu vực này và gọi nó là Dải đất Horcón. Tuy nhiên, vì dòng chảy thay đổi do con người gây ra, không phải do tự nhiên nên theo luật quốc tế thì khu vực đất này vẫn thuộc về Hoa Kỳ. Một sự thật không có gì phải tranh cãi. Một thị trấn nghỉ dưỡng phát triển tại đây trong thập niên 1920 và 1930 với các hoạt động cờ bạc và buôn bán rượu tự do.
Cuối cùng Hoa Kỳ nhượng lại lãnh thổ này cho Mexico bằng Hiệp ước Biên giới 1970, và nó chính thức được sáp nhập vào bang Tamaulipas của Mexico. Lễ bàn giao diễn ra vào năm 1977. Sau khi một người dân địa phương nộp đơn khởi kiện để tránh bị Sở Nhập tịch và Di trú Hoa Kỳ trục xuất ông ta, các tòa án liên bang Hoa Kỳ đã ra phán quyết rằng tất cả các cư dân được sinh ra trong thành phố này giữa năm 1906 và ngày bàn giao năm 1977 có thể giữ được quyền công dân Hoa Kỳ của mình. Phán quyết này đã làm dọn trống thành phố vì toàn bộ người dân thành phố nay có thể di cư vào Hoa Kỳ như các công dân chính thức của Hoa Kỳ.